# Cardiophorus hayuliangensis
Cardiophorus hayuliangensis là một loài bọ cánh cứng trong họ Elateridae. Loài này được Punam & Vasu miêu tả khoa học năm 1997.